# Michaela Kirchgasser
Michaela Kirchgasser (Schwarzach im Pongau, 18 marzo 1985) è un'ex sciatrice alpina austriaca.

## Biografia

### Stagioni 2001-2004
Specialista delle prove tecniche nata a Schwarzach im Pongau e originaria di Filzmoos, la Kirchgasser ha iniziato a partecipare a gare FIS nel novembre del 2000 e ha esordito in Coppa del Mondo il 9 dicembre 2001 nello slalom speciale di Sestriere, classificandosi 17ª. Soltanto dopo ha debuttato anche in Coppa Europa, il 17 gennaio 2002 a Sankt Sebastian, piazzandosi 28ª in slalom gigante.
Nel circuito continentale ha ottenuto il primo podio (3ª) e la prima vittoria il 18 e 19 gennaio 2003 al Passo del Tonale in slalom speciale; nella stessa stagione ha vinto la medaglia d'oro nello slalom speciale e quella d'argento nello combinata ai Mondiali juniores del Briançonnais e si è piazzata 3ª sia nella classifica generale sia in quella di slalom speciale della Coppa Europa.

### Stagioni 2005-2008
Nel 2005 ha vinto la medaglia di bronzo nello slalom gigante ai Mondiali juniores di Bardonecchia e ha conquistato il 2º posto nella classifica generale della Coppa Europa, vincendo quella di slalom gigante. Ai XX Giochi olimpici invernali di Torino 2006, suo esordio olimpico, si è classificata 5ª nello slalom speciale, 6ª nella combinata e non ha completato la seconda manche dello slalom gigante.

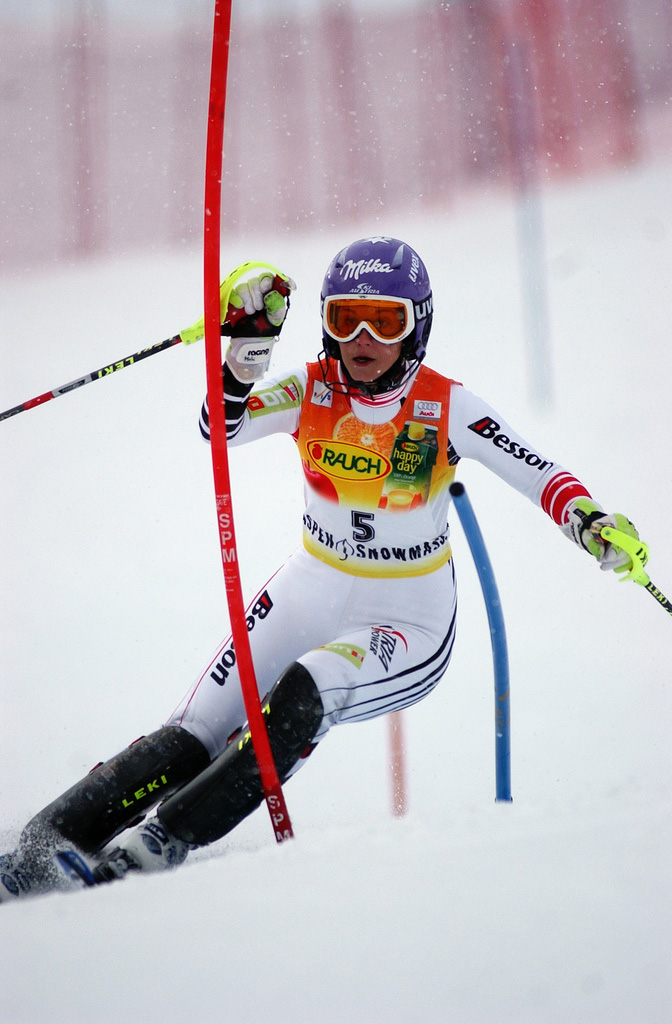
Michaela Kirchgasser in gara ad Aspen il 26 novembre 2006

Ha conquistato il suo primo podio in Coppa del Mondo il 25 novembre 2006 nello slalom gigante di Aspen, classificandosi al 3º posto, e ai successivi Mondiali di Åre 2007, debutto iridato per la Kirchgasser, ha vinto la medaglia d'oro nella gara a squadre, si è piazzata 4ª nello slalom gigante, 9ª nello slalom speciale e non ha concluso lo supercombinata. Nella stessa stagione ha colto poi la prima vittoria in Coppa del Mondo, il 24 febbraio nello slalom gigante disputato in Sierra Nevada, ed è risultata 3ª nella classifica della Coppa del Mondo di slalom gigante. Il 30 gennaio 2008 ha ottenuto a Tarvisio in supercombinata la sua ultima vittoria in Coppa Europa.

### Stagioni 2009-2013
Ai Mondiali di Val-d'Isère 2009 si è piazzata 5ª nello slalom gigante e non ha completato slalom speciale e supercombinata, mentre ai XXI Giochi olimpici invernali di Vancouver 2010 si è classificata 15ª nello slalom gigante, 9ª nella supercombinata e non ha completato la seconda manche dello slalom speciale; quell'anno in Coppa del Mondo è risultata 3ª nella classifica di combinata.
Ha vinto la medaglia d'argento iridata nella gara a squadre ai Mondiali di Garmisch-Partenkirchen 2011, dove è stata anche 13ª nella supercombinata e non ha terminato lo slalom speciale; nella successiva stagione 2011-2012 si piazzata 2ª nella Coppa del Mondo di slalom speciale, superata dalla connazionale Marlies Schild di 308 punti, dopo aver ottenuto tra l'altro la sua ultima vittoria nel circuito, il 17 marzo a Schladming in slalom speciale. Ai Mondiali di Schladming 2013 ha vinto la medaglia d'oro nella gara a squadre e quella d'argento nello slalom speciale, mentre nella supercombinata è stata 4ª e nello slalom gigante non ha completato la prova.

### Stagioni 2014-2018
Il 21 gennaio 2014 ha colto a Kirchberg in Tirol in slalom speciale il suo ultimo podio in Coppa Europa (2ª) e ai successivi XXII Giochi olimpici invernali di Soči 2014, sua ultima presenza olimpica, si è classificata 12ª nello slalom gigante, 7ª nella supercombinata e non ha concluso lo slalom speciale; quell'anno in Coppa del Mondo ha chiuso al 2º posto nella classifica di combinata. Nella stagione successiva, ai Mondiali di Vail/Beaver Creek 2015, si è aggiudicata la medaglia d'oro nella gara a squadre, la medaglia di bronzo nella combinata, si è classificata 6ª nello slalom gigante e non ha concluso lo slalom speciale.
Due anni dopo ai Mondiali di Sankt Moritz 2017, suo congedo iridato, ha nuovamente vinto la medaglia di bronzo nella combinata e si è classificata 12ª nello slalom gigante e 6ª nello slalom speciale; il 24 febbraio dello stesso anno ha colto a Crans-Montana in combinata il suo ultimo podio in Coppa del Mondo (3ª). Si è ritirata dalle competizioni al termine della stagione 2017-2018 e la sua ultima gara è stata lo slalom speciale di Coppa del Mondo disputato il 10 marzo a Ofterschwang, non completato dalla Kirchgasser.

## Palmarès

### Mondiali
- 7 medaglie:
  - 3 ori (gara a squadre a Åre 2007; gara a squadre a Schladming 2013; gara a squadre a Vail/Beaver Creek 2015)
  - 2 argenti (gara a squadre a Garmisch-Partenkirchen 2011; slalom speciale a Schladming 2013)
  - 2 bronzi (combinata a Vail/Beaver Creek 2015; combinata a Sankt Moritz 2017)

### Mondiali juniores
- 3 medaglie:
  - 1 oro (slalom speciale a Briançonnais 2003)
  - 1 argento (combinata a Briançonnais 2003)
  - 1 bronzo (slalom gigante a Bardonecchia 2005)

### Coppa del Mondo
- Miglior piazzamento in classifica generale: 8ª nel 2007
- 17 podi (5 in slalom gigante, 3 in slalom speciale, 7 in combinata, 2 in slalom parallelo):
  - 3 vittorie (1 in slalom gigante, 2 in slalom speciale)
  - 6 secondi posti
  - 8 terzi posti

#### Coppa del Mondo - vittorie
| Data             | Località      | Paese    | Specialità |
| ---------------- | ------------- | -------- | ---------- |
| 24 febbraio 2007 | Sierra Nevada | Spagna   | GS         |
| 22 gennaio 2012  | Kranjska Gora | Slovenia | SL         |
| 17 marzo 2012    | Schladming    | Austria  | SL         |

Legenda:

GS = slalom gigante

SL = slalom speciale

#### Coppa del Mondo - gare a squadre
- 6 podi:
  - 3 vittorie
  - 3 terzi posti

### Coppa Europa
- Miglior piazzamento in classifica generale: 2ª nel 2005
- Vincitrice della classifica di slalom gigante nel 2005
- 14 podi:
  - 7 vittorie
  - 4 secondi posti
  - 3 terzi posti

#### Coppa Europa - vittorie
| Data             | Località         | Paese    | Specialità |
| ---------------- | ---------------- | -------- | ---------- |
| 19 gennaio 2003  | Passo del Tonale | Italia   | SL         |
| 6 dicembre 2004  | Ål               | Norvegia | GS         |
| 7 dicembre 2004  | Ål               | Norvegia | GS         |
| 11 dicembre 2004 | Schruns          | Austria  | GS         |
| 9 febbraio 2005  | Rogla            | Slovenia | SL         |
| 11 marzo 2005    | Roccaraso        | Italia   | GS         |
| 30 gennaio 2008  | Tarvisio         | Italia   | SC         |

Legenda:

GS = slalom gigante

SL = slalom speciale

SC = supercombinata

### Nor-Am Cup
- Miglior piazzamento in classifica generale: 33ª nel 2004
- 3 podi:
  - 2 secondi posti
  - 1 terzo posto

### Campionati austriaci
- 11 medaglie[2]:
  - 5 ori (discesa libera nel 2002; combinata nel 2003; slalom gigante nel 2007; discesa libera, combinata nel 2008)
  - 5 argenti (slalom gigante nel 2001; slalom speciale nel 2003; supercombinata nel 2010; supercombinata nel 2011; slalom speciale nel 2014)
  - 1 bronzo (slalom speciale nel 2008)

### Campionati austriaci juniores
- 9 medaglie[2]:
  - 8 ori (slalom gigante nel 2001; discesa libera, supergigante, slalom speciale, combinata nel 2002; discesa libera nel 2003; discesa libera, slalom gigante nel 2005)
  - 1 bronzo (slalom gigante nel 2002)